# Worldwide Plaza
Worldwide Plaza är ett 1,6 hektar (fyra acres) stort byggnadskomplex som ligger på Manhattan i New York, New York i USA. Byggnadskomplexet består av en skyskrapa, ett höghus och ett flerbostadshus.

## Byggnader
|  | Namn                                                      | Topphöjd | Våningar | Invigd | Typ       |
|  | --------------------------------------------------------- | -------- | -------- | ------ | --------- |
|  | One Worldwide Plaza                                       | 237,1    | 47       | 1989   | Kontor.   |
|  | Two Worldwide Plaza                                       | 129,5    | 38       | 1989   | Bostäder. |
|  | Three Worldwide Plaza (The Residences at Worldwide Plaza) | ?        | 6        | ?      | Bostäder. |